# Bandeira da Sardenha

Bandeira Oficial da Sardenha

A bandeira da Sardenha é a bandeira oficial da ilha da Sardenha, uma região autônoma da Itália.
A bandeira consiste de um fundo branco, da Cruz de São Jorge e uma cabeça de mouro em cada quadrante. Historicamente ela simboliza a vitória do povo da Sardenha contra os sarracenos que tentaram invadir a ilha por volta do século XIII.